# You Break You Buy
You Break You Buy ist ein Jazzalbum des Trios Rossi/Hess/Moran. Die am 10. Januar 2020 im Conveyer Studio, Brooklyn, entstandenen Aufnahmen erschienen am 26. Mai 2023 auf dem Label Diskonife.

## Hintergrund
Das Trio Rossi/Hess/Moran besteht aus Mick Rossi (Schlagzeug), Peter Hess (Sopransaxophon, Klarinette, Bassklarinette) und Matt Moran (Vibraphon). Zum weiteren Instrumentarium der Musiker in einzelnen Stücken gehören die Hammond B3 Orgel, Tamburin, Harmonium, Glockenspiel, präpariertes Klavier, Fender Rhodes, Synthesizer (Rossi), Tenorsaxophon, Flöte (Hesse), Piccoloflöte (Hesse) und Basstrommel (Moran). Die Aufnahmen zu dem Album fanden bei einer Studiosession Anfang 2020 statt, kurz vor Ausbruch der COVID-19-Pandemie in den Vereinigten Staaten. Zusätzliche Bläser- und Vibraphon-Spuren wurden in Fort Saint Marks, Brooklyn, Harmonium-, Guzheng- und Synthesizer-Spuren im Outlier Studio, Brooklyn, aufgenommen.

## Titelliste
- Rossi/Hess/Moran: You Break You Buy (Diskonife 007)[1]

1. You Break You Buy 4:49
2. Panopticon 6:32
3. El Dorado 11:02
4. My Teeth Itch 3:43
5. Constants 6:13
6. Ursa Major Minor 6:11
7. Jean Rollin 5:20
8. Dragonfly (For Jon Gibson) 8:21
9. Zero-Day 4:05
10. Free Lunch (Mick Rossi) 2:10
11. Youngstown 7:59

Wenn nicht anders vermerkt, stammen die Kompositionen von Rossi/Hess/Moran.

## Rezeption
Nach Ansicht von Ken Waxman, der das Album in Jazz Word rezensierte, würden sich Rossi, Hesse und Moran als Multiinstrumentalisten eine erweiterte Freiheit verschaffen. Viele Tracks würden beispielsweise auf der einstudierten Flexibilität von Hess basieren, der mit Tomas Fujiwara zusammengearbeitet hat, und dem Vibraphon von Moran, der oft mit John Hollenbeck spielt. Obwohl der Eklektizismus manchmal zu mangelnder Konzentration führe, gelinge es den drei insgesamt, die daraus resultierende Spannung für ein gemeinsames Ziel einzusetzen. Dieses Trio habe dem interessierten Zuhörer etwas zu bieten.
Mick Rossi, Peter Hess und Matt Moran würden ihre unnachahmlichen Fähigkeiten in diese elf improvisierten Juwelen einbringen, hieß es im Blog Take Effect. Die Musik des Trios sei eine äußerst gelungene Leistung im Bereich des Free Jazz. Es klinge großartig, man spiele hervorragend und liefere einen Hörgenuss, der mit Sicherheit sehr gut altern werde.